# Carpobrotus aequilaterus
Carpobrotus aequilaterus är en isörtsväxtart som först beskrevs av Adrian Hardy Haworth, och fick sitt nu gällande namn av Nicholas Edward Brown. Carpobrotus aequilaterus ingår i släktet middagsblommor, och familjen isörtsväxter. Inga underarter finns listade i Catalogue of Life.

## Bildgalleri

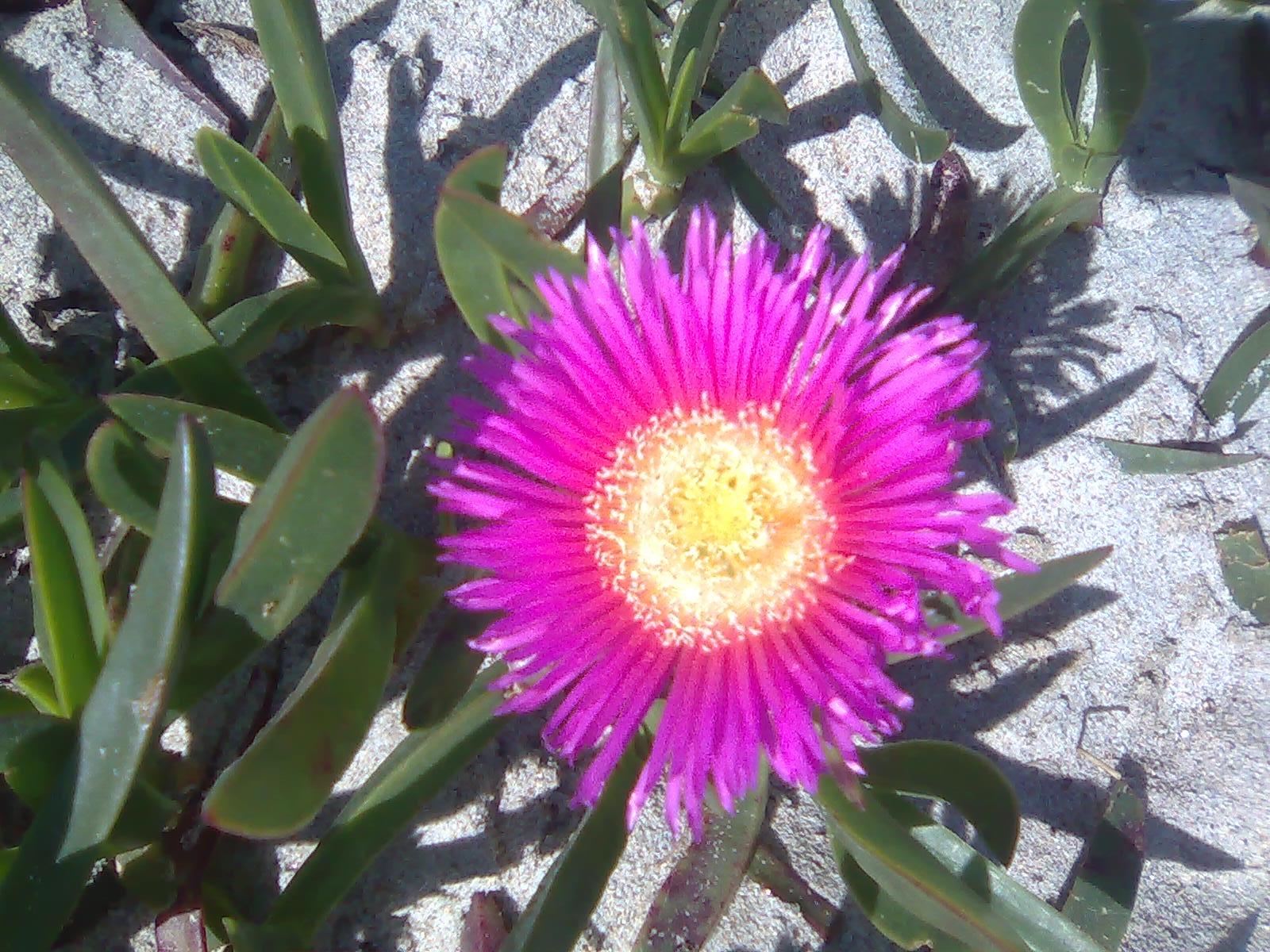